# Sydöstra Jämtlands pastorat
Sydöstra Jämtlands pastorat är ett pastorat inom Svenska kyrkan i Södra Jämtland-Härjedalens kontrakt i Härnösands stift. Pastoratet har pastoratskoden 101409 och ligger i Bergs, Ragunda, Bräcke kommun och Östersunds kommuner. 
Pastoratet bildas 1 januari 2022 av Brunflo, Marieby, Lockne och Näs pastorat, Södra Jämtlands pastorat, Bräcke-Revsunds pastorat, Håsjö pastorat och Fors och Ragunda pastorat och består av:
- Bergs församling
- Hackås församling
- Oviken-Myssjö församling
- Rätan-Klövsjö församling
- Åsarne församling
- Brunflo församling
- Lockne församling
- Marieby församling
- Näs församling
- Bräcke-Nyhems församling
- Revsund, Sundsjö, Bodsjö församling
- Borgvattnets församling
- Hällesjö-Håsjö församling
- Stuguns församling
- Fors församling
- Ragunda församling